# Dar Bani Karrisz
Dar Bani Karrisz (arab. دار بني قريش, Dār Banī Qarrīš; fr. Dar Bni Karrich) – miejscowość w północnym Maroku, w regionie Tanger-Tetuan-Al-Husajma, w prowincji Tetuan. W 2014 roku liczyła 6430 mieszkańców.